# Jaka Ihbeisheh
Jaka Ihbeisheh (en árabe: ياكا حبيشة‎; Liubliana, Yugoslavia; 29 de agosto de 1986) es un exfutbolista de Palestina nacido en Yugoslavia que jugaba en las posiciones de defensa y centrocampista.

## Carrera

### Club
| Periodo   | Club                            | Apariciones | Goles |
| --------- | ------------------------------- | ----------- | ----- |
| 2003–2006 | NK Factor                       | 32          | 1     |
| 2006      | → ND Slovan (cedido)            | 10          | 2     |
| 2006      | → NK Svoboda Ljubljana (cedido) | 4           | 4     |
| 2007      | ND Slovan                       | 16          | 12    |
| 2008      | NK Krka                         | 12          | 4     |
| 2008–2009 | NK Aluminij                     | 12          | 3     |
| 2009      | NK Krško                        | 11          | 6     |
| 2009–2011 | NK Primorje                     | 57          | 8     |
| 2011–2012 | NK Rudar Velenje                | 4           | 0     |
| 2012–2013 | NK Domžale                      | 17          | 2     |
| 2013–2015 | NK Krka                         | 58          | 3     |
| 2015–2016 | NK Rudar Velenje                | 26          | 0     |
| 2016–2017 | Al-Shamal SC                    | 0           | 0     |
| 2017      | BEC Tero Sasana                 | 8           | 0     |
| 2018      | SV Stegersbach                  | 11          | 2     |
| 2018      | NK Krka                         | 3           | 0     |
| 2018–2020 | NK Bravo                        | 35          | 2     |
| 2020–2021 | NK Radomlje                     | 31          | 2     |

### Selección nacional
Jugó para Palestina en 17 ocasiones de 2014 a 2018 y anotó tres goles; participó en dos ediciones de la Copa Asiática, siendo la edición de 2015 donde anotó el primer gol de Palestina en su historia en la Copa Asiática.

## Logros
- Segunda Liga de Eslovenia (3): 2009-10, 2018-19, 2020-21
- 3. SNL (1): 2003-04

## Estadísticas

### Goles con selección nacional
| N.º | Fecha      | Sede                                                | Rival          | Marcador | Resultado | Torneo                                               |
| --- | ---------- | --------------------------------------------------- | -------------- | -------- | --------- | ---------------------------------------------------- |
| 1   | 16-1-2015  | Melbourne Rectangular Stadium, Melbourne, Australia | Jordania       | 1–5      | 1–5       | Copa Asiática 2015                                   |
| 2   | 12-11-2015 | Amman International Stadium, Amán, Jordania         | Malasia        | 6–0      | 6–0       | Clasificación para la Copa Mundial de Fútbol de 2018 |
| 3   | 29-3-2016  | Dora International Stadium, Hebrón, Palestina       | Timor Oriental | 1–0      | 7–0       | Clasificación para la Copa Mundial de Fútbol de 2018 |